# 我妻猛
我妻 猛（あがつま たけし、1976年10月20日 - ）は日本人空道家。宮城県出身。国際空道連盟大道塾角田同好会所 属。身長177cm体重66kg。小・中学生は 野球に打ち込み、15歳で空手、16歳で空道(当時は格闘空手)大道塾東北本部の門を叩く。当時の東北本部は長田賢一、峰岸昭夫、武山卓巳と言った強豪選手が多数在籍しており、当時高校生の我妻は毎日組手で叩きのめされ、足を引きずって帰宅していた。それでも大道塾、ムエタイ、ブラジリアン柔術と修業を続け全日本制覇・世界大会出場とキャリアを積んだ。現在は大道塾角田同好会にて後進の指導に当たっている。

## 来歴
- 2007年 - 北斗旗 体力別選手権 中量級 優勝
- 2008年春 - 北斗旗 体力別選手権 中量級 3位
- 2008年秋 - 北斗旗 体力別選手権 中量級 4位
- 2009年 - 空道第三回世界大会 中量級 3位
- 2009年 - 第一回空道南米選手権大会 中量級 優勝
- 2011年 - 空道モスクワワールドカップ出場
- 2014年ｰ第二回韓国アジアカップ中量級優勝
- 2014年 - 空道第四回世界大会 中量級 ベスト8